# Вулька-Черненцинська
Вулька-Черненцинська (пол. Wólka Czernięcińska) — село в Польщі, у гміні Туробин Білґорайського повіту Люблінського воєводства.
Населення — 171 особа (2011).
У 1975-1998 роках село належало до Замойського воєводства.

## Демографія
Демографічна структура станом на 31 березня 2011 року:
|          | Загалом | Допрацездатний вік | Працездатний вік | Постпрацездатний вік |
| -------- | ------- | ------------------ | ---------------- | -------------------- |
| Чоловіки | 88      | 9                  | 60               | 19                   |
| Жінки    | 83      | 7                  | 39               | 37                   |
| Разом    | 171     | 16                 | 99               | 56                   |